# Bolívar y Ponte
Bolívar y Ponte es un artículo biográfico escrito por el filósofo alemán Karl Marx sobre la figura del militar y político venezolano Simón Bolívar publicado en The New American Cyclopedia en 1858. En el artículo se realiza una feroz crítica a la figura de Bolívar, que es presentado como un cobarde, cruel y manipulador, siendo descrito por Marx, tomando las palabras del general Manuel Piar, como el «Napoleón de las retiradas». El artículo fue polémico y presentó un problema para los intelectuales marxistas latinoamericanos que se identificaban con el bolivarianismo, estos trataron de explicar la opinión desfavorable y reconciliar la figura de Bolívar con el marxismo.

## Contexto
Mientras Marx se encontraba exiliado en Londres, empieza a laborar como periodista colaborando con varios medios y en 1857 comienza a colaborar con The New American Cyclopedia, pero en parte de su correspondencia admite que el trabajo de periodista no le causaba gran placer, pues le restaba tiempo para dedicarlo a sus obras.
El artículo fue escrito entre 1857 y 1858, como una biografía resumida, con algunos errores de fechas y detalles, además el título del artículo fue incorrecto, Bolívar y Ponte eran los apellidos paternos, el título correcto debió ser Bolívar y Palacios. Las fuentes de Marx, disponía de fuentes neutrales sobre Bolívar, fueron obras de europeos que participaron en las guerras de independencia latinoamericana, algunos de los cuales tuvieron conflictos con Bolívar, como el general francés Henri Ducoudray Holstein, el Coronel británico Gustavus Mathias Hippisley y el general británico William Miller.
En una carta de 1858 de Marx al filósofo alemán Friedrich Engels, se refirió a Bolívar como el «canalla más cobarde, brutal y miserable. Bolívar es el verdadero Soulouque». En la misma carta expresó la reticencia de Charles Anderson Dana, el editor de la enciclopedia, sobre el artículo por su tono prejuiciado y la exigencia de Dana de más fuentes. El mismo Marx reconocería en la carta su estilo agresivo contra Bolívar al afirmar «me he salido algo del tono enciclopédico».

## Resumen
- Wikisource contiene una copia de Bolívar y Ponte.

El artículo comienza con una descripción de los primeros años de Bolívar, describiéndolo como un miembro de la elite mantuana, y de sus primeros pasos en la guerra de independencia de Venezuela. Posteriormente, menciona los hechos del asedio de Puerto Cabello en 1812, en el que, según Marx, Bolívar, quien estaba encargado de la ciudad, huye con ocho oficiales ante la sublevación de los presos españoles peor armados.
También menciona como Bolívar apresó al general Francisco de Miranda, principal líder del ejército patriota, acusándolo de traición, y lo entregó al jefe español Domingo de Monteverde, por lo cual Bolívar obtuvo como recompensa un pasaporte para abandonar el país.
Luego se adentra en la Campaña Admirable describiendo los avances de los patriotas y como Bolívar llega a Caracas de forma apoteósica y se proclamó dictador. Según Marx, tras el triunfo patriota, Bolívar «como la mayoría de sus compatriotas, era incapaz de todo esfuerzo de largo aliento y su dictadura degeneró pronto en una anarquía militar» y lo culpó de que sus allegados arruinaron económicamente al estado y generaran un descontento popular contra el gobierno republicano.
Después se narra la caída de la Segunda República, describiendo los triunfos de los realistas encabezados por el general José Tomas Boves y volviendo a acusar a Bolívar de huir de sus tropas para abandonar el país rumbo a Colombia. En Colombia, Bolívar es encargado de retomar el control de la provincia de Cundinamarca, produciéndose el asedio de Santafé de Bogotá, aunque la ciudad capituló, según Marx, Bolívar permitió el saqueo de la misma.
Prosigue narrando como Bolívar en Haití logra conseguir apoyos para la causa patriota y se embarca nuevamente hacia Venezuela. En Venezuela desembarca en Ocumare de la Costa rumbo a Valencia, sin embargo, en la Batalla de Los Aguacates sus tropas son rechazadas por el realista Francisco Tomás Morales y se produce la Retirada de los Seiscientos, generando una vergonzosa huida de Bolívar que le provocaría los reproches del general Manuel Piar quien lo amenazó con someterlo a un consejo de guerra por deserción y cobardía.
Relata como Bolívar mantiene el mando del ejército patriota por medio de varias artimañas y criticó su accionar en la defensa de la ciudad de Barcelona, en la cual sería capturado el general Pedro María Freites que defendía la Casa Fuerte de Barcelona, esperando, según Marx, por refuerzos que prometió Bolívar y que nunca llegaron.
También se mostró crítico con el fusilamiento de Manuel Piar, expone como Bolívar y el almirante Luis Brión conspiraron para limitar el poder de Piar. Según Marx, Piar, quien era pardo, tenía diferencias con Bolívar desde la Retirada de los Seiscientos y lo atacaba con sarcasmo, lo que condujo a su fusilamiento acusándolo de conspirar contra Bolívar y los blancos criollos.
Continúa criticando y desmeritando a Bolívar por su gestión de la guerra y como por la ayuda de los generales José Antonio Páez y Francisco de Paula Santander la causa patriota se mantiene en pie hasta alcanzar la victoria. También exaltó en demasía el papel de las tropas inglesas y extranjeras que lucharon en la guerra de independencia, considerando que el triunfo patriota se debió en gran parte a su ayuda.
Posteriormente, describe las Campañas del Sur donde los patriotas combaten contra el dominio español en los países de Suramérica, en donde Bolívar, según Marx, se dedicó a entradas triunfales delegando la responsabilidad de la lucha en el general Antonio José de Sucre.
Marx también critica las actitudes despóticas de Bolívar, como su actuación en Bolivia al querer instaurar una dictadura y trasladarla al resto de la Gran Colombia, describiendo las intenciones de Bolívar de formar un estado unificado en América Latina bajo su liderazgo tratando «de ligar medio mundo a su nombre».
Narra los hechos de la Conspiración Septembrina, un intento de asesinato contra Bolívar, y afirma que no se atrevió a castigar al general Santander involucrado en la conspiración, mientras que hizo fusilar al almirante pardo José Prudencio Padilla del que no existía certeza de participación en el intento de asesinato.
Marx responsabiliza a Bolívar por la disolución de la Gran Colombia, además, tras el intento de Bolívar de reintegrar a Venezuela a la unión preparando un enfrentamiento contra el general Páez, según Marx, le flaquea el valor evitando el combate lo que llevaría a que dimitiera y fuera exiliado, falleciendo posteriormente.

## Recepción
El artículo se conoció en América Latina en 1936 cuando fue traducido por el comunista argentino Aníbal Ponce, publicándolo en la revista Dialéctica para polemizar con representantes del populismo latinoamericano, como el peruano Víctor Raúl Haya de la Torre, que hicieron uso de la figura de Bolívar.
El intelectual marxista argentino José Aricó calificaría al artículo como un «panfleto desmedidamente negativo». Aricó dice que Marx, el cual disponía de fuentes tanto positivas como negativas, se centró en fuentes sesgadas de enemigos declarados de Bolívar como lo eran Ducoudray y Hippisley.
El político argentino Jorge Abelardo Ramos afirmaría que el artículo fue un trabajo realizado por la necesidad de sobrevivir y en el cual las opiniones de Marx estarían influenciadas por la tradición antiespañola predominante en Inglaterra y el desprecio común de los europeos de la época hacia Latinoamérica.
El guerrillero argentino Ernesto «Che» Guevara se distanció de la opinión de Marx, consideraba que grandes hombres como Marx podían cometer errores, como la opinión sobre Bolívar o las ideas raciales del alemán. El autor marxista estadounidense Hal Draper reconoció que Marx no era una autoridad sobre la figura de Bolívar, pero compartió muchas de las críticas sobre el estilo autoritario de Bolívar.
Según el autor soviético Vladimir Mijailóvich Mirochevski, Marx no vio en Bolívar a un libertador o revolucionario sino a un separatista, esta visión soviética mantenía que la independencia de América Latina no se debió a las masas populares sino a las élites económicas a las que pertenecía Bolívar. Aunque con el paso del tiempo, el artículo fue criticado en la Unión Soviética por el uso de fuentes parcializadas, llegando a dejar de ser publicado desde 1974.
La historiadora venezolana Inés Quintero calificaría el artículo como un desastre para los marxistas latinoamericanos porque «les dificultaba apropiarse limpiamente de un personaje a quien su principal ideólogo había presentado como un miserable, un cobarde, un aristócrata y un déspota». Según Quintero, obras de políticos izquierdistas como Gilberto Vieira y  Carlos Irazabal buscaron sustituir la imagen de un Bolívar autoritario y déspota por la de un referente de las luchas anticoloniales.
El escritor venezolano Vladimir Acosta, mencionó los errores de Marx, como el uso de fuentes parcializadas, la falta de objetividad y el uso que le dio la derecha colombo-venezolana al texto para luchar contra el marxismo. Acosta justificó la opinión de Marx por el eurocentrismo de la época y resaltó la grandeza de los dos personajes afirmando que «más allá de intrigas y panfletos, Bolívar y Marx terminarán encontrándose, y combatiendo del mismo lado».
Tras la llegada al poder del militar Hugo Chávez en Venezuela, liderando el movimiento denominado Revolución Bolivariana que se  definía como bolivariana y marxista, se trató de reconciliar a las figuras de Bolívar y Marx, a pesar de las incongruencias entre ambas corrientes, se apelaría a nacionalizar el marxismo, creando una imagen de un Bolívar precursor del socialismo.